# One off
《One off》（日语：わんおふ -one off-）是一部在2012年推出的日本原創動畫作品，由導演佐藤順一策劃和執導，將於冬天以OVA形式推出。此外，本動畫乃由本田技研工業特別贊助播出。

## 故事概要
被連綿山脈所包圍的高原，迎來了早晨的來臨。高中2年級的汐崎春乃，如平日般駕駛僅供一人乘坐的Jiorno摩托車前往山腳的學校。途中看見的，都是美麗的景色、清純的空氣、新鮮的蔬菜，以及帶來溫暖的鄰人。如此美好的地方，卻沒有城市的那一種華麗。對高中生的春乃來說，前往都會是一個極為遙遠的夢想，期待的心情亦慢慢枯萎那般……
這時候，春乃在父母經營的旅館遇上難得的契機，是春乃幾乎沒想像過的契機。她和身邊的朋友，正要踏出可能微乎其微，但仍充滿突破的新一步。這就是，少女們在初夏清爽閃耀的故事。

## 登場角色
汐崎 春乃（しおざき はるの）
聲 - 後藤沙緒里
本作的主人公。
愛車為ホンダ・ジョルノ。
鏑木 小夜（かぶらぎ さよ）
聲 - 早見沙織
高中二年級生。
愛車為本田小狼
別所 杏里（べっしょ あんり）
高中二年級生。
聲 - 矢作紗友里
愛車為ホンダ・ベンリィ
前園 利絵（まえぞの りえ）
聲 - 喜多村英梨
高中一年級生。
雖然收藏著ホンダ・ズーマー、但是因為還沒有考取執照所以騎自行車上學。
辛西婭·B·羅傑斯（シンシア・B・ロジャース）
聲 - 小林優
愛車為ホンダ・CBR250R。
マロ
聲 - 儀武祐子
杏里养的狗。
春乃母
聲 - 久川綾
春乃的母親。與辛西婭用網路認識。
春乃父
聲 - 日野聡
春乃的父親。在高原經營簡易旅館。
茂登吉
聲 - 菅生隆之
經營摩托车店铺・CAFE茂登屋。

## 製作人員
- 原案、監督：佐藤順一
- 角色設計原案：黑星红白
- 系列導演：
- 劇本：鈴木雅詞
- 角色設計：渡邊敦子
- 色彩設计：林可奈子
- 美術監督：田尻健一
- 3D監督：下山博嗣
- 攝影監督：荻原猛夫
- 音響監督：若林和弘、原口昇
- 音樂：原田節（ハラダ タカシ）
- 音樂製作：flying DOG
- 動画製作：TYO Animations
- 特别贊助：HONDA
- 製作: oneoff製作委员会

### 主題曲
片頭曲「約束の場所」
作詞・作曲 - 伊藤利恵子 / 編曲 - ROUND TABLE / 弦樂編曲 - 長谷泰宏 / 歌 - ROUND TABLE featuring Nino
片尾曲「メモリーズ」
作詞・作曲 - 北川勝利 / 編曲 - ROUND TABLE / 歌 - ROUND TABLE featuring Nino

### 播放電視台
2012年8月5日和11日在AT-X提前播放第一話跟第二話。

## 外部連結
- 動畫官方網站
- One off的X（前Twitter）